# 玛芬

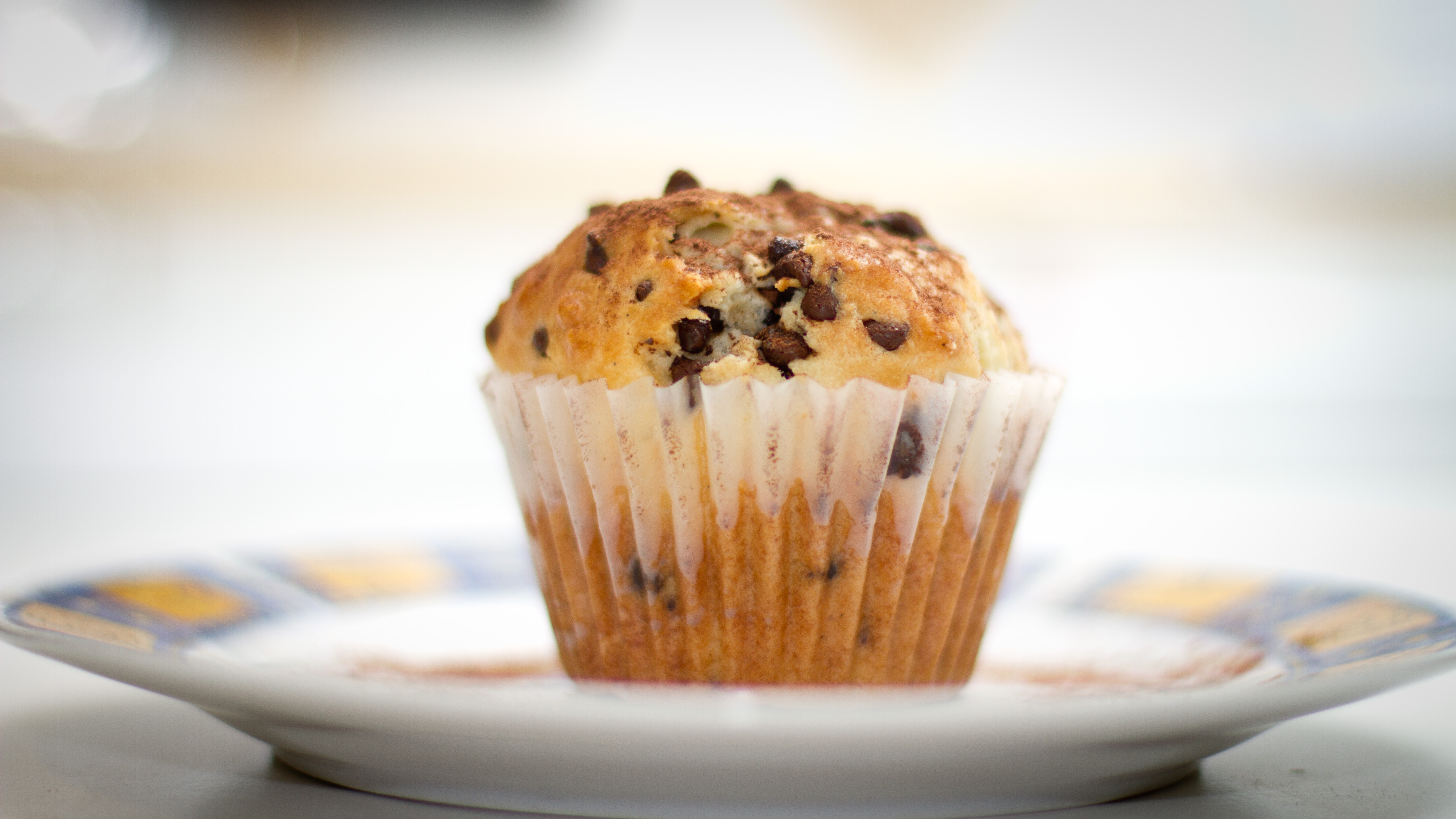
瑪芬

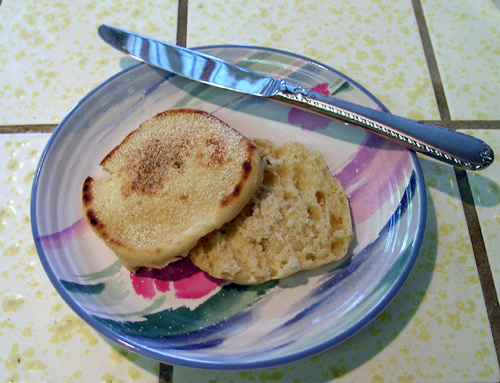
切開兩半的「英式」瑪芬

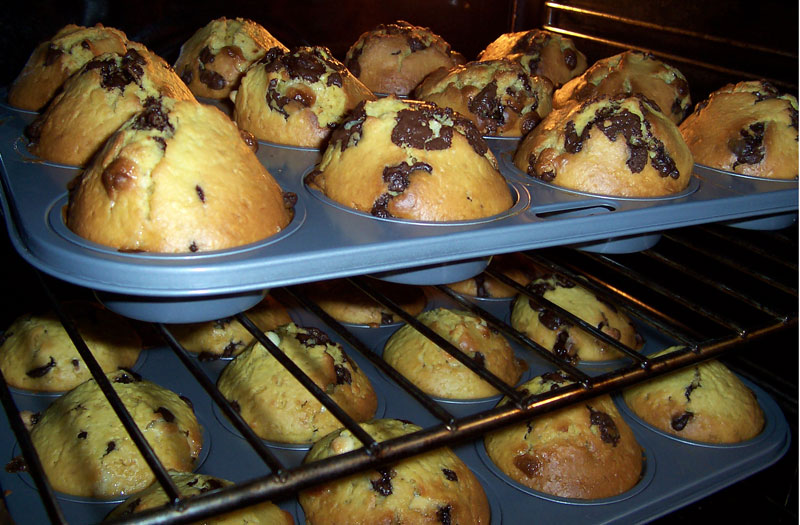
烤箱中的瑪芬

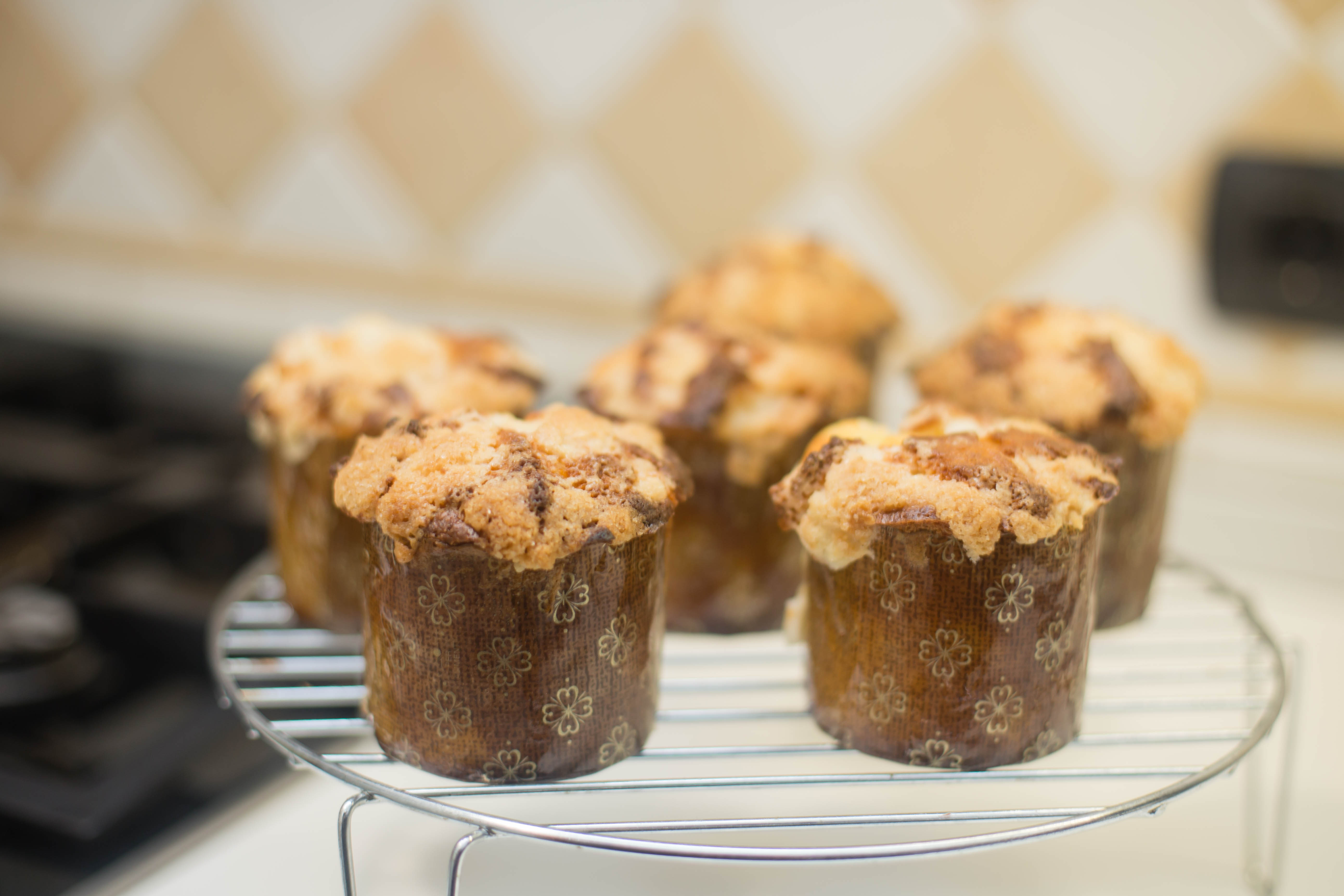
瑪芬

瑪芬（又譯作瑪芬麵包或小鬆餅），按照製作方式可以將其分成兩類上的「英式」。第一類是以酵母發酵而成，又稱為「英式瑪芬」；第二類類似小蛋糕，使用較為“快速”的製作方法，將麵粉加泡打粉或者小蘇打製成。在英國，「瑪芬」通常指「英式瑪芬」。

## 起源

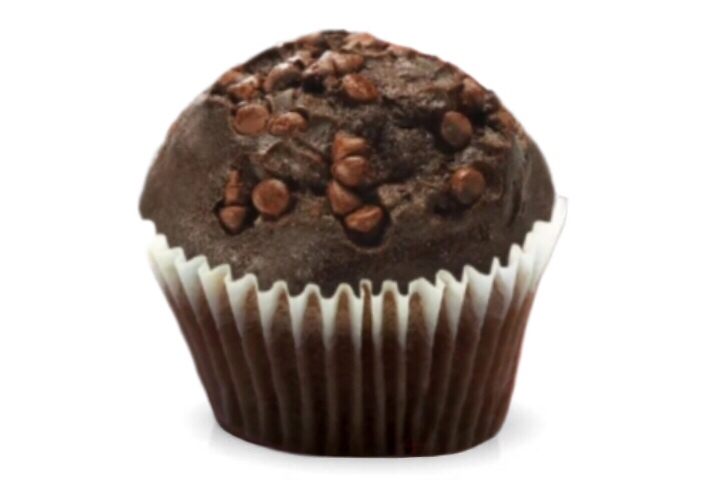
Mighty White巧克力瑪芬

英式瑪芬是兩種瑪芬中出現較早的一種，約出現在西元11世紀的英國。在舊式法語中用來形容麵包的“柔軟”感覺。吃瑪芬時通常要用刀一分為二，烤熱並塗上奶油，與（又譯作“烤麵餅”）及（「薄烤餅」）有些類似。
而“快速”瑪芬則是美國人在19世紀透過烘烤粉的發明而發明的。現代的製作方式中，烘烤時總要在“糕頂”放些東西，比如加入藍莓或巧克力碎片。

## 记载
在所著的《1896年波士頓烹飪學校烹飪書》中紀錄了這兩種鬆餅的食譜，其中一種需要“烘制”的方法與今日的「英式鬆餅」如出一轍。書中講述做這種瑪芬要將瑪芬的模子放在平底鍋中，然後輕輕拍打兩面直到變棕，從而製作出一種烤出來的瑪芬。這是在沒有烤箱時最好的方法。

## 形成
早期的“快速”瑪芬類似小蛋糕，也可能是玉米麵包的改良食品。早期的瑪芬跟現在的比起來，味道沒那麼甜，製作的材料也不多。因為製作很快又很容易，常常被當成早餐。但因其放置時間稍長味道會變得不新鮮，所以無法成為架上商品來銷售。在20世紀中期前，很難在廚房以外的地方看到瑪芬。當時瑪芬的原料只限於幾種穀物（玉米、麥麩或是麥片）和少量的添加物（如葡萄乾、蘋果或堅果等）。Farmer在1896年的時候列出了製作“快速”瑪芬的15種食譜和原料：其中2種方法各需一個雞蛋、“漿果”、麥片、全麥麵粉和黑麥；一種方法需要玉米粉，一種方法需要熟飯，剩下的三種方法是簡單的“一個雞蛋式”的改良版。
Farmer在她的食譜中使用了一個詞「珍寶」，此方法將鬆餅在菱形的盤（珍寶鍋）中烘烤。隨著紙模的發明，難清潔的「珍寶」盤不再流行，直到今日也難覓芳蹤了。不沾鍋的發明開始製作各種形狀的瑪芬（動物、節日吉祥物等），但還是以圓形的為主。
1950年代，在美國有幾家公司推出了包裝好的瑪芬產品。1960年代後，有人將瑪芬看作像甜甜圈那樣的飲食商機，而嘗試連鎖經營。複合式咖啡店的出現產生了各種各樣的瑪芬。結果在美國形成了地區性的食品連鎖，如在美國南新英格蘭的The Pewter Pot，但是沒有一家店能夠覆蓋全美；而在大洋另一邊的澳大利亞，販賣美式瑪芬的Muffin Break連鎖店則擴展到了紐西蘭和英國。
1970和1980年代期間，瑪芬的製作發生了重大變化，不再是原來那種平凡簡單的食物。產生變化的因素包含了家庭烘烤數量下降、健康食物運動的影響、專業食品店的出現和咖啡美食店的風潮（星巴克為例），這些因素都影響了當代瑪芬的製作標準。
因為防腐劑的添加，使得瑪芬在出爐後不因時間而走味，但是卻不會比現作做的好吃。不過另一方面，即使加了防腐劑，也似乎比那些易胖的甜納圈和丹麥糕餅好。而「健康型」瑪芬採用了全麥和「天然」的成份，如酸乳酪和各種蔬菜等。但為了讓不含人工添加劑成份的「健康型」鬆餅能夠多擺一會兒，不得不添加更多的糖和脂肪。伴隨速食業和速食咖啡業的興起，現在的瑪芬要比原來的玉米瑪芬的成分更加多樣化。今天很難看到寫著“椰子-杏仁-櫻桃-巧克力”的口味、也很難看到有一個小嬰兒頭那麼大的瑪芬了。

## 意義
早期的製作方法較為單一，為後期的改進提供了重要借鑒。後來的美食家發明瞭多種美味的瑪芬蛋糕，如杏仁香蕉瑪芬蛋糕、香蕉果粒瑪芬、香蕉巧克力瑪芬等。對於需要製作更大瑪芬、且不光是尺寸增加的市場潮流，而出現了新型家用瑪芬烘烤盤，以製作適合家庭食用的形狀、大小。由於瑪芬頂部到底部區域比例的相當大的變化——原先傳統意義上的小圓頂變成了今日的大蘑菇頭（見圖），顧客們意識到要做出不同鬆軟質感的頂部、烘出不鬆垮的、粗些而堅實的底部的瑪芬，很大程度上受限於烘烤盤樣式的使用。